# Nilamani Routray
Nilamani Routray (ur. 24 maja 1920, zm. 4 października 2004) – polityk indyjski.
Działacz partii Janata Dal. W 1946 został wybrany po raz pierwszy do zgromadzenia stanowego Orissa, stał się wkrótce jednym z najbardziej wpływowych polityków tego stanu. Od lat 50. wielokrotnie zasiadał w stanowych rządach, w tym jako wicepremier (1963 i 1972) i premier (1977–1980). Wielokrotnie był wybierany do obu izb parlamentu indyjskiego - Lok Sabha i Rajya Sabha. Był ponadto ministrem zdrowia, rodziny i ochrony środowiska w rządzie centralnym premiera V.P. Singha (1989–1990).
Polityką zajął się także jego syn; w 2004 Bijoyshree Routray był ministrem zdrowia w rządzie stanowym Orissa.